# 拉圖爾 (密蘇里州)
拉圖爾（英語：La Tour）是位於美國密蘇里州約翰遜縣的普查規定居民點。

## 歷史
拉圖爾的郵局於1886年設立，其後於1997年停運。

## 人口
根據2020年美國人口普查的數據，拉圖爾的面積為0.28平方千米，皆為陸地。當地共有人口65人，而人口密度為每平方千米232.14人。